# Landkreis Rippin (Westpr.)

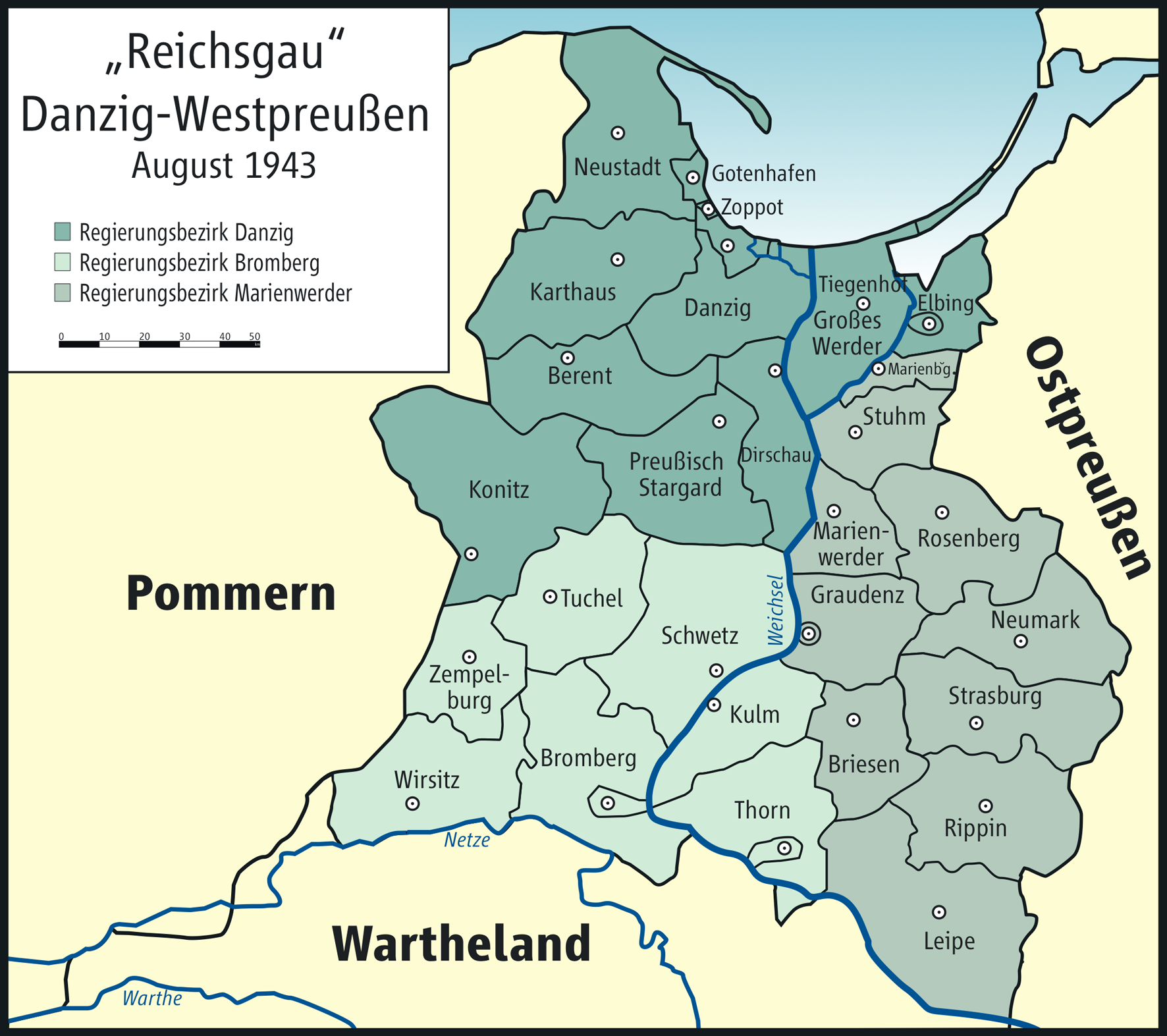
Reichsgau Danzig-Westpreußen

Der Landkreis Rippin (Westpr.) bestand zwischen 1939 und 1945 im besetzten Polen. Er umfasste am 1. Januar 1945 zwei Städte sowie 199 weitere Gemeinden.

## Verwaltungsgeschichte
Zum 26. Oktober 1939 wurde der polnische Landkreis Rypin Teil des neugebildeten Reichsgaus Westpreußen – später Danzig-Westpreußen – im Regierungsbezirk Marienwerder. Gut zwei Monate später erhielt der Landkreis durch unveröffentlichten Erlass vom 29. Dezember 1939 die eingedeutschte Bezeichnung Rippin.
Zum 1. April 1942 wurde der Amtsbezirk Dobrzyń [= Stadt Dobrzyn] unter die Kommunalaufsicht des benachbarten Landkreises Briesen und die Verwaltung des Bürgermeisters in der Stadt Gollub gestellt.
Seit dem 25. Juni 1942 trug der Landkreis den Namen Rippin (Westpr.).
Im Frühjahr 1945 wurde das Kreisgebiet durch die Rote Armee besetzt und wurde danach wieder Teil Polens.
Das Landratsamt Rippin befand sich im Gebäude des Vorkriegs-Kreisamtes in der Adolf-Hitler-Straße (ul. Warzawska 40) Der Kreis Rypin wurde am 7. und 8. September 1939 von der deutschen Wehrmacht besetzt. Die Besatzung  dauerte bis zum 21. Januar 1945. Durch Hitlers Erlass vom 8. Oktober 1939 wurde dieses Gebiet dem Dritten Reich eingegliedert. Es gehörte zum Reichsgau Danzig-Westpreußen, verwaltet vom Statthalter Albert Forster.
Der Kreis Rypin (Kreis Rippin) wurde in den Regierungsbezirk Kwidzyn (Marienwerder) eingegliedert. Das Gebiet des Kreises blieb unverändert und umfasste weiterhin Gemeinden, die nun Amtsbezirke genannt wurden, an deren Spitze Amtskommissare standen. Zunächst wurden die polnischen Namen beibehalten, ab 1941 wurden jedoch die deutschen Gemeinde- und Ortsnamen eingeführt. Der Kreis Rypin bestand aus der Stadt Rypin und 13 Gemeinden.
Dobrzyń am Fluss Drwęca blieb nur theoretisch im Kreis Rypin. Die Stadt wurde vom Bürgermeister von Golub verwaltet, und die allgemeine Aufsicht wurde vom Landrat des Kreises Wąbrzeźno (Briesen) ausgeübt. Die amtlichen Landkreise wurden umbenannt.
Chrostkówo (seit 1941 Horstfeld), Czermin (Schermingen), Okalewa (Hegen), Osiek (Lindenschantz), Radomina (Reddemin), Wąpielsk (Ährendorf), Rogów (Ragau), Starorypinie (Altrippin) mit Sitz in Strzygi, Skrwilno (Reselerwalde), Szczutów (Schüttau), Świedziebnia (Schwetheim), Zbójnie (Raudorf), Żałe (Schalensee).
1941 verlegten die deutschen Behörden wegen der Zerstörung der Gebäude den Sitz des Gemeindevorstands von Czermin nach Sadłowo und den Sitz des Gemeindevorstands von Wąpielsk nach Radziki Duże. Gleichzeitig verlegten sie den Sitz der Gemeinde Starorypin von Strzyż nach Rypin und liquidierten die Namen der Gemeinden, die vor dem Krieg bekannt waren.
Bis in die zweite Septemberdekade war der Kreis Rypin der 4. deutschen Armee unterstellt. Bereits vor Kriegsbeginn wurde jeder Armee der Leiter der Zivilverwaltung zugeteilt, der das Exekutivorgan des Kommandeurs auf dem Gebiet der Zivilverwaltung war. Bei der 4. Armee war der Leiter der Zivilverwaltung SS-Oberführer Fritz Hermann, der am 5. September von Albert Forster abgelöst wurde.
Am 20. September 1939 wurden der Kreis Rypin und die Stadt der 8. Armee unterstellt, und zwar direkt dem Kommandeur des rückwärtigen Gebietes, Generalleutnant Böhm-Tettelbach, der in Włocławek (Leslau) residierte. Zum Leiter der Zivilverwaltung wurde Fritz Hermann ernannt. Die Militärverwaltung in den besetzten polnischen Gebieten bestand bis zum 25. Oktober 1939. Am 8. Oktober 1939 erließ Hitler einen Erlass zur Eingliederung der west- und nordpolnischen Länder in das Dritte Reich. Im nördlichen Teil, dem Reichsgau Danzig-Westpreußen, lag der Kreis Rypin. Dieser Erlass trat am 26. Oktober 1939 in Kraft, danach wurde die Militärverwaltung abgeschafft, und die volle Macht wurde von der deutschen Zivilverwaltung übernommen. Es wurde vom Gouverneur Albert Forster geleitet. Die Verwaltungsaufsicht über den Landkreis übte der Landrat aus. Die Verwaltung war aufgeteilt in verschiedene Abteilungen: Kommunal, Wirtschaft, Finanzen, Bevölkerung, Schule und Kultur. Der Sitz des Landratsamtes Rippin befand sich im Gebäude des Vorkriegs-Kreisamtes in der Adolf-Hitler-Straße (Warzawska-Straße 40). Der erste Landrat in Rypin war Hofer, ursprünglich aus Bayern. Er akzeptierte die Selbstschutz-Vernichtungspolitik nicht und trat schnell von seinem Amt zurück. Die nächsten Landräte, die dieses Amt 1939  dann kurzzeitig bekleideten waren Hickel und Borman. 1940 wurde Georg Will zum Landrat von Rypin ernannt, und 1941 Korte. Nach Kortes Einzug zur Wehrmacht und seiner Entsendung an die Ostfront übernahm Wolfgang Geissler im Januar 1942 das Amt des Landrats. Auch Geißler wurde im April 1943 zur Wehrmacht eingezogen und  Horst Schlenzig als neuer Landrat eingesetzt, der dieses Amt bis Kriegsende bekleidete. Geissler, der den Krieg überlebte, veröffentlichte 1986 kurze Memoiren aus der Zeit seines Aufenthaltes in Rypin, in denen er seine Vorgänger als Landrat des Kreises Rypin erwähnte, und schrieb: Im September 1939 wurde zunächst ein Regierungsrat bzw. Regierungsassessor  Hofer aus der bayerischen Verwaltung in den Kreis Rypin abgeordnet, welcher jedoch schon nach einigen Wochen den Kreis wieder verlassen hat. Im Anschluss daran wurde Georg Will zum Landrat und Kreisleiter des Kreises Rippin – zwei Ämter, die  dieser bis Ende 1940 ausübte. Im Anschluss daran tritt wieder eine personelle Änderung ein, und zwar dergestalt, dass die Leitung des Landkreises mit Herrn Regierungsrat Korte besetzt wurde, die nach ihm Reinhold Völtz übertragen wurde. Korte wurde im Dezember 1941 an die Regierung in Bydgoszcz (Bromberg) versetzt, rückte bald darauf zur Wehrmacht ein und ist im Jahre 1942 in Russland gefallen. Völz behielt auch die Kreisleitung nach der Versetzung von Korte weiter. Am 1. Januar 1942 trat Landrat Geißler die Leitung des Landkreises an und behielt sie bis Anfang April. In diesem Monat wurde Landrat Geißler zur Wehrmacht einberufen. Sein Vertreter während der Wehrmachtszeit war Horst Schlenzig, der den Kreis dann bis zum Ende im Frühjahr 1945 leitete. Die Stadt Rypin wurde vom Bürgermeister geführt. Der erste Bürgermeister wurde im Dezember 1939 von den Oberbehörden in Danzig entlassen. Ein weiterer, Anfang 1940 ernannter Bürgermeister, Alfred Kasseck, blieb bis zum Ende der Besetzung in diesem Amt. Der Sitz der Stadtverwaltung, des Bürgermeisters und des Rats befand sich in der Kościelna-Straße im Rathaus der Vorkriegszeit. Der Landrat war direkt dem Präsidenten der Regentschaft unterstellt. Er war auch eng mit dem Kreisvorstand der NSDAP verbunden, und sehr oft, obwohl der Kreis Rypin hier eine Ausnahme bildete, wurden diese Funktionen von ein und derselben Person ausgeübt. Der Landrat leitete als Leiter der kreisbildenden Gemeinde die Kreisselbstverwaltung. Zur Unterstützung hatte der Landrat mehrere Kreisräte im Kreis, die vom Kreisleiter der NSDAP ernannt wurden. Er war ebenfalls zuständig für den Bürgermeister und die Amtskommissare, die die Amtsbezirke leiteten. Sie wurden vom Statthalter ernannt, meistens aus dem Reichsentsandtenkreis, und die Ernennung erfolgte durch den Landrat. In einzelnen Dörfern wurden die Ämter der Dorfvorsteher von den dort lebenden Volksdeutschen besetzt. Der Sitz der Kreisleitung der Nationalsozialistischen Deutschen Arbeiterpartei (NSDAP) befand sich im Gebäude des ehemaligen Katholischen Hauses in der Hermann-Göring-Straße 8. Albert Forster war Gauleiter der NSDAP im Reichsbezirk Danzig-Westpreußen. Auf Kreisebene wurde die Kreisleitung der NSDAP unter der Leitung von Kreisleitern eingerichtet. Dieses Amt wurde in Rypin nacheinander bekleidet von : Georg Will, Reinhold Völtz und ab April 1943 von Ludwig Beckmann.
Letzterer gab nach dem Krieg folgenden Bericht ab:

„Der Sitz der Gestapo Rypin war ab dem 20. September 1939 in der ul. Warszawska 20 und ab Februar 1940 hatte sie im zweiten Stock des Zgoda-Gebäudes aus der Vorkriegszeit am Adolf-Hitler-Platz 4 ein eigenes Gefängnis in der Kościelna-Straße. Die Gestapo-Stelle in Rypin umfasste drei Kreise: Brodnica, Lipno und Rypin. Mit den ankommenden Wehrmachtstruppen trafen die ersten Polizeiverbände in Rypin ein. Es wurde eine Außendienststelle der Gestapo eingerichtet, die bis Ende Oktober 1943 der Staatspolizeistelle in Grudziądz (Graudenz) und dann bis Kriegsende der Staatspolizeistelle in Bydgoszcz (Bromberg) unterstand. Ab November 1940 waren die Gestapo-Beamten in Rypin: Kriminalkommissar und SS-Untersturmführer Heinrich Niebuhr (er war auch Leiter dieser Gestapo-Einrichtung und kam ursprünglich aus Schwerin), Alfred Autenrieb, Bruno Stielau, Erich Schumm, Gustav Stoble, Franz Schönfeldt , Fritz Schönfeldt, Paul Palmer, Alex Schwolow, Gerhard Schulz und Siegmund Krüger. Alle Offiziere, mit Ausnahme von Niebuhr und Krüger, stammten aus Ostpreußen. Alle waren Mitglieder der NSDAP und der SS. Niebuhr wurde im Oktober 1941 von Kriminalkommissar und SS-Hauptsturmführer Kay abgelöst. Die Kriminalpolizei (Kripo) und die Schutzpolizei in Rypin waren in dem Gebäude Neuer Markt 3 untergebracht. Sie waren dem Landrat unterstellt. Die Jugendorganisation der Hitlerjugend hatte auch einen Kreisbereich.“

## Politik

### Landkommissar
1939–9999: von Hofer

### Landräte
1939–1941: Georg Will
1941–1942: Korte (kommissarisch)
1942–1943: Wolfgang Geißler
1943–9999: Horst Schlenzig (vertretungsweise)
1944–1945: ?

## Kommunalverfassung
Im Landkreis Rippin (Westpr.) wurde der Stadt Rippin (Westpr.) die im Altreich gültige Deutsche Gemeindeordnung vom 30. Januar 1935 verliehen. Die Stadt Dobrin an der Weichsel wurde durch den Bürgermeister der Nachbarstadt Gollub im Landkreis Briesen (Westpr,) mitverwaltet. Die übrigen Gemeinden waren in Amtsbezirken zusammengefasst.

## Ortsnamen
Durch unveröffentlichten Erlass vom 29. Dezember 1939 galten vorläufig die bisher polnischen Ortsnamen weiter.
Die „Anordnung betreffend Änderung von Ortsnamen“ des Reichstatthalters in Danzig-Westpreußen vom 25. Juni 1942 legte mit Zustimmung des Reichsministers des Innern alle Ortsnamen endgültig in einer deutschen Form fest. Dieses waren durchweg neue eingedeutschte Bezeichnungen, eine lautliche Angleichung oder Übersetzung, zum Beispiel:
- Chrostkowo: Horstfeld,
- Czermin: Schermingen,
- Okalewo: Hegen,
- Osiek: Lindenschanz,
- Radziki Duze: Ratsfelde,
- Radomin: Reddemin,
- Rypin: Rippin (Westpr.),
- Skrwilno: Reselerwalde,
- Swiedziebnia: Schwetheim,
- Szczutowo: Schüttau,
- Zale: Schalensee,
- Zbojno: Raudorf, Kr. Rippin.